# Albert Galaburda
Albert Mark Galaburda (ur. 20 lipca 1948 w Santiago) – amerykański neurobiolog chilijskiego pochodzenia. Od 1995 profesor neurologii i neurobiologii na Harvard Medical School, od 1997 profesor Universidad de Chile. Uczeń Normana Geschwinda. Zajmuje się m.in. badaniami nad dysleksją, modelami zwierzęcymi specyficznych rozwojowych zaburzeń uczenia się i zaburzeniami poznawczymi w zespole Williamsa. Autor i współautor około 130 artykułów, autor i współautor pięciu monografii.

## Wybrane prace
- Ansara A, Geschwind N, Galaburda AM, editors. Sex differences in dyslexia. Towson, Maryland: The Orton Dyslexia Society 1981
- Geschwind N, Galaburda AM (red.) Cerebral dominance. Cambridge, MA: Harvard University Press 1984
- Geschwind N, Galaburda AM. Cerebral Lateralization: Biological Mechanisms, Associations, and Pathology. Cambridge, MA: Bradford Books/MIT Press 1986 ISBN 0-262-57186-2
- Cotman CW, Brinton RE, Galaburda AM, McEwen BS, Schneider DM. The Neuro-immune-endocrine-connection. New York: Raven Press 1987
- Galaburda AM (red.) From Reading to Neurons (Issues in the Biology of Language and Cognition) Cambridge, MA: Bradford Books/MIT Press 1989 ISBN 0-262-07115-0
- The Languages of the Brain (Mind/Brain/Behavior Initiative). Harvard University Press 2002 ISBN 0-674-00772-7
- Dyslexia and Development: Neuro-Biological Aspects of Extra-Ordinary Brains. Harvard University Press 1993 ISBN 0-674-21940-6
- Normal and Abnormal Development of the Cortex (Research and Perspectives in Neurosciences). ISBN 3-540-63208-5